# Baldżuraszi
Baldżuraszi (arab. بلجرشى) – miasto w Arabii Saudyjskiej, w prowincji Al-Baha. W 2010 roku liczyło około 43,5 tysiąca mieszkańców. Ośrodek przemysłowy.